# Parlan
Parlan és un municipi francès situat al departament de Cantal i a la regió d'Alvèrnia-Roine-Alps. L'any 2007 tenia 297 habitants.

## Demografia

### Població
El 2007 la població de fet de Parlan era de 297 persones. Hi havia 130 famílies de les quals 44 eren unipersonals (20 homes vivint sols i 24 dones vivint soles), 39 parelles sense fills, 31 parelles amb fills i 16 famílies monoparentals amb fills.
La població ha evolucionat segons el següent gràfic:
Habitants censats

### Habitatges
El 2007 hi havia 223 habitatges, 132 eren l'habitatge principal de la família, 75 eren segones residències i 16 estaven desocupats. 206 eren cases i 17 eren apartaments. Dels 132 habitatges principals, 108 estaven ocupats pels seus propietaris, 21 estaven llogats i ocupats pels llogaters i 4 estaven cedits a títol gratuït; 1 tenia una cambra, 8 en tenien dues, 33 en tenien tres, 36 en tenien quatre i 54 en tenien cinc o més. 81 habitatges disposaven pel capbaix d'una plaça de pàrquing. A 70 habitatges hi havia un automòbil i a 45 n'hi havia dos o més.

### Piràmide de població
La piràmide de població per edats i sexe el 2009 era:
| Homes | Edats   | Dones |
| ----- | ------- | ----- |
| 0     | 95 o +  | 0     |
| 0     | 90 a 94 | 4     |
| 4     | 85 a 89 | 4     |
| 0     | 80 a 84 | 12    |
| 8     | 75 a 79 | 16    |
| 4     | 70 a 74 | 4     |
| 12    | 65 a 69 | 12    |
| 12    | 60 a 64 | 12    |
| 0     | 55 a 59 | 4     |
| 8     | 50 a 54 | 0     |
| 8     | 45 a 49 | 8     |
| 20    | 40 a 44 | 12    |
| 8     | 35 a 39 | 16    |
| 8     | 30 a 34 | 0     |
| 4     | 25 a 29 | 4     |
| 0     | 20 a 24 | 4     |
| 20    | 15 a 19 | 8     |
| 16    | 10 a 14 | 8     |
| 8     | 5 a 9   | 0     |
| 4     | 0 a 4   | 0     |

## Economia
El 2007 la població en edat de treballar era de 186 persones, 134 eren actives i 52 eren inactives. De les 134 persones actives 126 estaven ocupades (75 homes i 51 dones) i 8 estaven aturades (4 homes i 4 dones). De les 52 persones inactives 18 estaven jubilades, 18 estaven estudiant i 16 estaven classificades com a «altres inactius».

### Ingressos
El 2009 a Parlan hi havia 137 unitats fiscals que integraven 301,5 persones, la mediana anual d'ingressos fiscals per persona era de 14.185 €.

### Activitats econòmiques
Dels 8 establiments que hi havia el 2007, 2 eren d'empreses alimentàries, 2 d'empreses de construcció, 3 d'empreses d'hostatgeria i restauració i 1 d'una empresa d'informació i comunicació.
Dels 3 establiments de servei als particulars que hi havia el 2009, 1 era un paleta, 1 lampisteria i 1 restaurant.
L'únic establiment comercial que hi havia el 2009 era una fleca.
L'any 2000 a Parlan hi havia 28 explotacions agrícoles que ocupaven un total de 990 hectàrees.

## Equipaments sanitaris i escolars
El 2009 hi havia una escola elemental.

## Poblacions més properes
El següent diagrama mostra les poblacions més properes.